# Zygophylax antipathes
Zygophylax antipathes is een hydroïdpoliep uit de familie Lafoeidae. De poliep komt uit het geslacht Zygophylax. Zygophylax antipathes werd in 1816 voor het eerst wetenschappelijk beschreven door Lamarck. 